# Rezerwat przyrody Pniów
Pniów – rezerwat przyrody znajdujący się na terenie wsi Pniów, w gminie Radomyśl nad Sanem, w powiecie stalowowolskim, w województwie podkarpackim.
- numer według rejestru wojewódzkiego: 6
- powierzchnia: 4,60 ha[1] (akt powołujący podawał 4,15 ha)
- dokument powołujący: M.P. z 1956 r. nr 32, poz. 408
- rodzaj rezerwatu: florystyczny[2][b]
- przedmiot ochrony (według aktu powołującego): stanowisko chronionego gatunku rośliny wodnej – kotewki orzecha wodnego[2]

Rezerwat obejmuje dwa bezodpływowe jeziorka znajdujące się w niewielkiej odległości od rzeki San i stanowi jedno z ostatnich naturalnych miejsc występowania kotewki orzecha wodnego w dorzeczu Sanu i środkowej Wisły.
Rezerwat nie posiada planu ochrony; z ustanowionych dla rezerwatu zadań ochronnych wynika, że jego obszar podlega ochronie czynnej.